# Katrga
Katrga (izvirno srbsko Катрга) je naselje v Srbiji, ki upravno spada pod Občino Čačak; slednja pa je del Moraviškega upravnega okraja.

## Demografija
V naselju živi 866 polnoletnih prebivalcev, pri čemer je njihova povprečna starost 45,5 let (45,3 pri moških in 45,7 pri ženskah). Naselje ima 323 gospodinjstev, pri čemer je povprečno število članov na gospodinjstvo 3,23.
To naselje je, glede na rezultate popisa iz leta 2002, večinoma srbsko, a v času zadnjih treh popisov je opazno zmanjšanje števila prebivalcev.
|  |

| Demografija | Demografija     | Demografija     |
| Leto        | Št. prebivalcev | Št. prebivalcev |
| ----------- | --------------- | --------------- |
|             |                 |                 |
|             |                 |                 |
|             |                 |                 |
|             |                 |                 |
| 1948        | 1725            |                 |
| 1953        | 1505            |                 |
| 1961        | 1401            |                 |
| 1971        | 1282            |                 |
| 1981        | 1185            |                 |
| 1991        | 1075            | 1056            |
| 2002        | 1093            | 1042            |
|             |                 |                 |

| Etnična sestava po popisu iz leta 2002 | Etnična sestava po popisu iz leta 2002 | Etnična sestava po popisu iz leta 2002 | Etnična sestava po popisu iz leta 2002 | Etnična sestava po popisu iz leta 2002 |
| -------------------------------------- | -------------------------------------- | -------------------------------------- | -------------------------------------- | -------------------------------------- |
| Srbi                                   | Srbi                                   |                                        | 1.039                                  | 99,71%                                 |
| Črnogorci                              | Črnogorci                              |                                        | 2                                      | 0,19%                                  |
| Neznano                                | Neznano                                |                                        | 1                                      | 0,09%                                  |